# 47 (Hitman)
Pour les articles homonymes, voir 47 (homonymie).
47 est un personnage de jeu vidéo, protagoniste central de la série Hitman créée par IO Interactive en 2000. 47 est un tueur à gages légendaire qui travaille pour l'ICA (International Contracts Agency), une organisation entourée de mystères. Il est une inspiration et une référence au personnage du tueur joué par Alain Delon dans Le Samouraï,.
En plus des jeux vidéo, 47 est également apparu au cinéma avec Hitman et Agent 47. Le personnage est aussi apparu dans deux romans, Hitman: Enemy Within de William C. Dietz, en 2007 et Hitman: Damnation de Raymond Benson en 2012.

## Présentation
47 est un tueur à gages qui travaille pour l'ICA (International Contract Agency), plus communément appelée « l'Agence », une organisation clandestine internationale employant des assassins. À l'origine, 47 est un clone conçu grâce à la génétique pour tuer, créé par le Dr Otto Ort-Meyer. Il fait partie d'une longue série de clones, qui ont la même apparence que lui mais sont aveuglément obéissants.
Bien qu'il utilise de nombreux alias dans le cadre de ses missions, 47 ne porte pas de véritable nom. Le numéro 47 lui a été attribué en raison de son code-barres tatoué sur la nuque (640509-040147), composé de sa date de naissance (5 septembre 1964) et d'un numéro de série indiquant qu'il est le 47e clone créé par Ort-Meyer.
47 possède son propre insigne qui est une version stylisée de la fleur de lys, généralement offerte lors des enterrements. Il apparait en filigrane tout le long des jeux mais apparait également physiquement dans Hitman: Tueur à gages sur le portail de l'asile d'Ort-Meyer et dans son laboratoire, ainsi que sur le matériel de 47, comme sur ses pistolets AMT Hardballer ou sur son ordinateur portable.

### Traits physiques

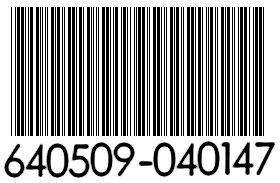
Le code-barres visible à l'arrière du crâne de 47.

Physiquement, 47 se présente comme un homme d'une quarantaine d'années, avec un étrange code-barres tatoué à l'arrière de son crâne chauve. Habituellement, 47 revêt un complet italien noir avec une chemise blanche rayée, des gants en cuir noir, et une cravate rouge. Cependant, il est amené à changer fréquemment de costume au cours de ses missions.
Sa figure est assez allongée, ses pommettes larges, sa mâchoire carrée, son front proéminent et anguleux. Son visage, à la peau très pâle est peu expressif, accentué par des yeux bleus et un regard très froid. Il est entièrement glabre, à l'exception de ses sourcils, qui sont bruns. Son apparence et sa grande taille (près d'1 mètre 90) le rendent assez intimidant pour les autres personnages.
47 a été entièrement modélisé d'après David Bateson, qui prête également sa voix à 47 dans tous les jeux (Philippe Dumond assure le doublage français depuis Hitman: Tueur à gages, excepté dans Hitman: Absolution où il est remplacé par Jérémie Covillault). C'est néanmoins Timothy Olyphant qui a été choisi pour incarner le personnage au cinéma en 2007, et Rupert Friend dans Hitman: Agent 47 en 2015.

### Caractère et sens moral
47 est un homme calme, solitaire, s'exprimant toujours de manière polie et très formelle. Conditionné pour ne pas exprimer de sentiments, il ne se gêne pas pour assassiner froidement et sauvagement n'importe qui quand il l'estime nécessaire. Cependant, il semble tout de même doté d'un certain sens éthique comme il le montre en se repentant dans Hitman 2: Silent Assassin où il reverse une partie de sa fortune à l'Église catholique et entre en retraite. Malgré cette prise de conscience, il préfère abandonner la religion et reprendre son travail d'assassin à la suite des événements de ce second opus, se sentant trahi.
Le passé et les idéaux de ses cibles semblent peu lui importer, du moment qu'il est payé. Comme il le dit lui-même, « [il] ne fait pas de politique ». Il a par contre tendance à éviter de tuer les personnes qui ne sont pas ses cibles, voire à porter secours à un innocent. Néanmoins, cela ne l'empêche pas d'éliminer des personnes en apparence innocentes, ou tout du moins désarmées, pour protéger son identité. En mission, c'est au joueur de choisir si 47 est sanguinaire ou non même si le jeu encourage à la discrétion. En effet, chaque tuerie gratuite, chaque alarme déclenchée, entraîne un malus sur la récompense obtenue en fin de mission. Dans Hitman: Absolution, un bonus est donné lorsque 47 aide des innocents.
Bien que 47 amasse des fortunes grâce à ses contrats, la façon dont il dépense son argent n'est jamais explicitée, les loisirs et le luxe ne l'intéressant visiblement pas. Lorsqu'il n'est pas en mission, 47 vit seul dans une planque isolée. Son tempérament solitaire semble en partie se justifier par son absence de confiance envers quiconque. Son seul ami connu est le Père Vittorio, un prêtre catholique sicilien qu'il rencontre après les événements de Tueur à gages et qu'il côtoie dans Silent Assassin, opus à la fin duquel il préfèrera prendre ses distances pour lui éviter d'autres ennuis. Vittorio reste la seule personne pour laquelle 47 a pris des risques sans qu'il n'y ait de récompense à la clé. L'autre personne envers qui 47 semble avoir relativement confiance est Diana Burnwood, son agent de liaison avec l'Agence, avec qui il entretient des rapports professionnels réguliers. Habituellement, 47 et Diana ne se rencontrent jamais en personne mais les évènements de Contracts et Blood Money les amènent à se parler brièvement en face-à-face à deux reprises ; dans Absolution, il est chargé de la tuer et on découvre pour la première fois son visage. Au cours de ses missions, 47 rencontre également à plusieurs reprises Mei Ling, une esclave sexuelle asiatique, et Smith, un agent de la CIA, mais ne montre aucun attachement envers eux. Hormis Vittorio, 47 semble considérer toutes ses relations comme strictement professionnelles.
Dans son journal, Ort-Meyer rapporte que 47 s'était attaché à un lapin de laboratoire quand il était petit, seul être pour lequel 47 a ressenti de l'affection dans l'asile où il a grandi, au point de pleurer le jour de sa mort. Dans Blood Money, 47 adopte un canari mais il le tue ensuite pour le réduire au silence lorsqu'il entend des intrus venir chez lui.

### Compétences
Bien que sans pouvoir particulier, 47 a été programmé pour être une machine à tuer. Doté d'une intelligence calculatrice, il est aussi plus athlétique qu'un être humain normal et possède une résistance physique assez importante pour lui permettre d'encaisser plusieurs balles sans mourir.
47 sait manier une très large panoplie d'armes mais son arme de prédilection reste toujours la discrète corde à piano avec laquelle il étrangle ses cibles. À distance, son arme par défaut est le Silverballer, un pistolet AMT Hardballer personnalisé. Même si ce n'est pas vraiment une compétence, 47 peut également se camoufler en volant les uniformes de ses ennemis pour mieux approcher ses cibles.
Sa redoutable efficacité fait de lui le meilleur tueur de l'Agence qui l'emploie. Connu pour accomplir ses contrats, même les plus difficiles, en toute discrétion, sa furtivité et son habileté font de lui une légende urbaine. Bien peu de gens connaissent son apparence et les rares à l'avoir découverte n'ont pas vécu assez longtemps pour pouvoir la divulguer. Diana reste à ce jour la seule personne à avoir réussi à piéger 47.

## Histoire
L’histoire de 47 racontée ici a été reconstituée à partir d’informations puisées dans les jeux et des sites officiels d’Hitman 2 et d’Hitman: Contracts bien que celles-ci entrent en contradiction sur plusieurs points.

### Origines
À la sortie d’Hitman 2: Silent Assassin, Eidos Interactive rend public quelques extraits du carnet que tenait Ort-Meyer, le créateur de 47, sur lequel il prit des notes de ses longues expérimentations (précisément 29 ans : de 1964 à 1993) sur les clones. À la sortie d’Hitman: Contracts, une section du site officiel du jeu est consacrée aux origines de 47.
La genèse de 47 remonte aux années 1950 en Indochine française, lorsque cinq hommes venus des quatre coins du monde, et issus de milieux défavorisés, s'engagent dans la Légion étrangère. D'abord affectés à la surveillance d'un centre de recherche secret, leurs hautes performances les qualifièrent pour un programme expérimental de création d'organe et de corps de remplacement. Ces cinq hommes étaient :
- Lee Hong, fils d'un dirigeant d'une triade chinoise, envoyé par ses parents dans la légion pour le protéger.
- Pablo Belisario Ochoa, jeune voleur des rues de Cali, une ville aux mains des narcotrafiquants, en Colombie.
- Frantz Fuchs, activiste d'extrême-droite autrichien recherché.
- Arkadij Jegorov alias Boris Ivanovich Deruzhka, contrebandier nationaliste kazakh recherché par les communistes.
- Otto Wolfgang Ort-Meyer, étudiant en médecine dont les théories sont jugées absurdes et éthiquement décriées par ses pairs[11].

C'est à ce moment qu'ils commencent à mener leurs propres recherches, créant des clones d'eux-mêmes dans le but de s'assurer ainsi une jeunesse éternelle. Cependant, le projet fut interrompu par la découverte et la destruction complète du laboratoire par des ennemis. Les cinq hommes n'eurent d'autre choix que de s'enfuir et de retourner dans la Légion pour y terminer leurs années de service, avant de repartir chacun dans leur pays natal où ils se lancèrent dans diverses activités criminelles.
Le Dr Ort-Meyer n'était toutefois pas décidé à abandonner des recherches aussi prometteuses. Il trouva refuge à Satu Mare, en Roumanie pour les poursuivre clandestinement dans les sous-sols d'un asile lui servant de couverture, en plus de lui assurer un flux constant de cobayes. Ses recherches débouchèrent sur la création d'un sérum ralentissant le vieillissement cellulaire, le rapprochant peu à peu de la création d'une version améliorée, amplifiée et évoluée de l’espèce humaine.
Dès les années 1960, il crée un nombre indéterminé de clones (plusieurs dizaines) qui grandissent dans l'asile. Le corps médical du faux asile suit l'évolution des clones, tandis que les gardes de sécurité surveillent qu'aucun d'entre eux ne s'évade ou ne se rebelle. Des instructeurs physiques se chargent d'entraîner les clones au combat, au tir et à l'assassinat dès leur plus jeune âge. Derrière le crâne de chaque clone est tatoué un numéro composé de la date de naissance du clone et d'un numéro de série pour les rendre identifiables. À partir du 12 janvier 1975, les clones se voient ajouter un code-barres en plus du tatouage pour être automatiquement identifiés par des scanners, ceux-ci permettant de contrôler leurs allées et venues.
Après plusieurs années et de nombreux essais, le 47e clone, issu de la série n°4, se distingue vite comme étant le plus prometteur. Conçu à partir des cellules souches des anciens compères d'Ort-Meyer combinées à un 47e chromosome, le 47e clone, ou 47, avait hérité des qualités de chacun, sans les défauts qui les accompagnaient : tireur d'exception, endurance hors-norme, intellect surévolué, 47 représentait tous les espoirs d'Ort-Meyer. En dépit d'un côté un peu trop « humain » qui ne le rendait pas assez docile, il était néanmoins son clone le plus abouti. Il semble que l'objectif d'Ort-Meyer était de créer une armée de clones pour contrôler les mafias du monde entier et peut-être même le monde tout court.
Néanmoins, il restait un obstacle de taille pour le professeur : ses anciens collaborateurs, qui avaient financé le programme depuis le début et auraient reçu en échange des organes clonés pour ralentir leur vieillissement, avaient eux aussi des vues sur les clones-tueurs et commençaient à exercer des pressions sur Ort-Meyer pour obtenir leur part de bénéfices dans l'affaire. Ne désirant pas partager le fruit de tant d'années de recherches, Ort-Meyer décide alors d'organiser l'évasion de son meilleur clone, 47.

### Parricides et fratricides
Cette période est couverte par le premier jeu de la série : Hitman: Codename 47. Dans les sous-sols de l'asile en Roumanie, 47 se réveille. Rendu amnésique par Ort-Meyer, il ne sait plus qui il est ni pourquoi il se trouve dans cet endroit. Se découvrant rapidement des talents meurtriers, il les utilise pour prendre la fuite. L'évasion est évidemment orchestrée de toutes pièces par Ort-Meyer qui le guide via les haut-parleurs du centre.
L'année suivante, il entre au service d’une mystérieuse agence de tueurs à gages (l'ICA) qui communique avec lui par le biais d’une femme : Diana Burnwood (laquelle, dans le jeu Hitman sorti en 2016, fait mention de son passé dans l'asile en Roumanie), dont les contacts se font uniquement par ordinateur ou par téléphone. Lors de ses premiers contrats, 47 doit essentiellement exécuter quatre criminels assez différents les uns des autres. Seules des lettres retrouvées sur leurs cadavres laissent à penser qu’ils se connaissent : Lee Hong, Pablo Ochoa, Frantz Fuchs et Boris, alias Arkadij Jegorov. Les quatre cibles éliminées, 47 est renvoyé à Satu Mare, dans l'asile d'où il vient pour remplir un dernier contrat. Il s'agit en réalité d'un guet-apens de son créateur pour se réapproprier sa création.
En même temps que le joueur, 47 découvre ses origines. Il apprend qu’il a tué quatre des hommes qui lui ont donné leur ADN et que le commanditaire des meurtres n'est autre que le Dr Ort-Meyer, son principal créateur et cinquième « géniteur ». Ort-Meyer s'est délibérément servi de 47 pour supprimer ses anciens camarades devenus trop encombrants. Dans le laboratoire, 47 découvre qu'il existe des dizaines d'autres clones conçus par Ort-Meyer, d'apparence identique, mais sans la moindre once d'humanité, ce qui les rend plus dociles mais aussi plus imparfaits que 47. Ort-Meyer envoie sa toute dernière série de clones (la série n°48) éliminer 47 mais celui-ci s'en débarrasse avant de se retrouver face à son « géniteur ». Malgré ses phrases sur l'amour paternel, Ort-Meyer meurt à son tour des mains de 47.
Hitman: Codename 47 situe le jeu en 1999-2000. Cependant, le journal d'Ort-Meyer (inventé pour le second opus) se clôture sur l'imminence de la « phase finale » de son plan, ce qui semble sous-entendre que l'évasion de 47 se déroule en 1993. Pour le troisième opus, le site officiel indique que 47 a voyagé en Europe plusieurs mois avec Ort-Meyer avant que l'Agence ne le contacte. Il est possible qu'il s'agisse d'une manœuvre des scénaristes pour rallonger la carrière de 47 en la faisant commencer sept ans plus tôt.

### Rédemption
Cette période est couverte par le jeu Hitman 2: Silent Assassin.
Bouleversé par les évènements du premier opus, 47 se tourne vers la religion chrétienne. Pendant plus d'un an, il travaille comme jardinier dans une petite chapelle du domaine de Gontranno, situé non loin de Palerme en Sicile où le Père Vittorio, son premier et seul ami, l’aide à trouver le chemin de la rédemption. Toutefois, le criminel russe Sergueï Zavorotko, frère d'Arkadij Jegorov, qui menait des recherches sur les anciennes activités de son frère, découvre les opérations de clonage d'Ort-Meyer, financièrement entretenues par Jegorov ainsi que l'existence de 47. Fasciné, il décide de faire enlever le Père Vittorio afin d’obliger l’ex-tueur à reprendre du service pour son propre compte. Sous couvert d’anonymat, il commandite l’exécution des seules personnes au courant de son plan pour récupérer et éliminer les témoins de son vol de têtes nucléaires, par l’entremise de l'ICA, comme l'avait fait Ort-Meyer. Pendant une mission en Afghanistan, 47 épargne les casques bleus de l'ONU, ce qui servira aux relations entre l'ICA et l'ONU. Lorsque Zavoratko est finalement découvert, les Nations unies, qui ne peuvent pas l'éliminer légalement, décident de mettre un contrat sur sa tête. Craignant pour son avenir, Sergueï décide de faire exécuter 47 par l'agent 17, un survivant des clones d’Ort-Meyer. 47 s’en sort néanmoins indemne et poursuit Zavoratko jusqu’à la chapelle du domaine de Gontranno où il libère enfin le Père Vittorio après avoir exécuté son ennemi ainsi qu'une vingtaine de ses hommes de main.
Ne voulant plus attirer d'ennuis au Père Vittorio et consterné par son aventure, 47 renonce à la foi, quitte Gontranno et reprend sa vie d’avant.

### Retours en arrière
Cette période est couverte par le jeu Hitman: Contracts.
Cette aventure se situe entre les 3e et 4e missions du jeu Hitman: Blood Money avec lequel il forme un tout.
Au cours d’une mission à l’opéra de Paris, Albert Fournier, inspecteur corrompu de la police française et cible de 47, blesse le tueur d’une balle avant que celui-ci n’ait eu le temps de s’en prendre à lui. 47 parvient malgré tout à s'échapper et se réfugie à son hôtel où, atteint de fièvre, il hallucine et replonge malgré lui dans certains de ses crimes passés. Un médecin de l’Agence arrive cependant à temps pour le soigner avant que l’hôtel ne soit encerclé par la police sous le commandement de Fournier. 47 parvient alors à s’enfuir vers l'aéroport Paris-Charles-de-Gaulle, non sans avoir abattu Fournier au passage.
Dans l'avion, 47 rencontre Diana pour la première fois.

### Guerre secrète
Cette période est couverte dans le jeu Hitman: Blood Money. À force d'occire les criminels du monde entier pour le compte de l'Agence, 47 est devenu une véritable légende urbaine. « Jack » Alexander Leland Cayne raconte au journaliste Rick Henderson comment il a réussi, au terme d'une lutte acharnée, à abattre 47. Cet ancien directeur du FBI exprime la crainte que lui inspire la légalisation des recherches sur le clonage humain pour la sécurité des États-Unis. En réalité, Alexander dirige officieusement la « Franchise », une agence occulte rivale de tueurs à gages qui souhaite s'approprier les recherches d'Ort-Meyer sur le clonage pour son seul profit. Il semble en effet que la Franchise soit parvenue à copier Ort-Meyer pour fabriquer d'autres tueurs sans toutefois en égaler l'efficacité, les nouveaux clones souffrant de plusieurs défauts, dont l'albinisme. Un échantillon de l'ADN de 47 était dès lors nécessaire pour permettre aux laboratoires de clonage de la Franchise de corriger les défauts de leurs clones, faisant de 47 l'objet de nombreuses convoitises.
Pour arriver à ses fins, la Franchise déclare la guerre à l’ICA. Cette « guerre de l'ombre » entraîne de très lourdes pertes parmi les rangs de l'Agence. En effet, ses membres sont supprimés les uns après les autres et 47 devient bientôt son dernier agent encore en vie. Ultime survivante avec 47, Diana élabore alors une contre-attaque : elle abuse de la confiance de 47 pour lui faire une injection provoquant un coma si profond qu’il passe pour mort. Elle remet sa dépouille à Cayne, qui décide d'engager Diana dans son organisation en faisant d'elle son infirmière personnelle. Ayant invité Henderson à assister aux funérailles du tueur qu'il a personnellement organisé, Cayne tombe dans le piège tendu par Diana. 47 se réveille au milieu de la cérémonie et abat tout le monde autour de lui, y compris Cayne et Henderson ; Diana peut ainsi relancer l'ICA avec de nouveaux membres et en reprend la direction, sans le concours de 47 toutefois. La dernière cinématique de cet opus suggère que le tueur travaillera désormais pour la CIA.
Parallèlement à cette histoire se déroulent les élections présidentielles américaines où le président Tom Stewart, en bonne voie pour se faire réélire, se présente favorable à la légalisation du clonage. L'Alpha Zerox, une organisation gouvernementale secrète dont la Franchise est une branche, est parvenue à installer un des leurs, Daniel Morris, à la place du vice-président, après avoir éliminé ce dernier. La Franchise envoie Mark Parchezzi III, son meilleur clone-tueur, pour éliminer le président Stewart afin que Morris le remplace et interdise le clonage. Ainsi, la Franchise conserverait cette technologie pour elle. Néanmoins, prévenu par l'agent Smith, 47 se rend à la Maison-Blanche pour éliminer Morris et Parchezzi, contrecarrant ainsi les plans de la Franchise.

### Absolution
Dans le cinquième épisode de la série, nommé Hitman: Absolution, 47 est chargé d’exécuter Diana Burnwood (son seul contact avec l'agence) après que celle-ci a kidnappé Victoria, ultime aboutissement des recherches de clonage du docteur Ort-Meyer. Victoria est un clone créé par l'Agence avec de l'ADN dont la provenance n'est pas connue à ce jour mais comportant des segments du 47e chromosome de l'agent 47 qui semble contenir la somme de toutes ses connaissances en matière de meurtre. Pour éviter à Victoria de subir le même sort que 47, Diana décide de la kidnapper et de la mettre en sécurité chez elle. Dès lors, l'Agence, qui espérait se servir de Victoria comme remplaçante de 47, ordonne la mort de Diana et place un contrat sur sa tête. Lors de cette mission qui est la première du jeu, 47 est guidé par Benjamin Travis, nouvel agent de liaison entre 47 et l'ICA. Après avoir tiré sur Diana, 47 hésite à l'achever, souhaitant entendre les raisons de sa trahison. Celle-ci révèle alors à 47 que Victoria est un clone manipulé par les docteurs de l'Agence afin qu'elle le remplace. 47 rompt alors le contact avec Travis et décide d’emmener Victoria dans un orphelinat où elle sera en sécurité.
En cavale et recherché par l'Agence, 47 décide d'enquêter sur les docteurs dont Victoria a été le cobaye. Ses investigations le mettent sur la piste de Blake Dexter, un riche industriel et criminel propriétaire de Dexter Industries, société ayant notamment employé les médecins de l'Agence. Réalisant l'intérêt que l'ICA porte à Victoria, Dexter décide de doubler Travis et d'enlever la jeune fille pour exiger une rançon. Pendant ce temps, le tueur au code-barre remonte la piste de Dexter en kidnappant et en interrogeant son fils, Lenny ainsi qu'en éliminant son bras droit, Sanchez à Hope, Dakota du Sud. Finalement, 47 retrouve Dexter à Chicago, dans sa résidence de Blackwater Park et l'élimine sur le toit de la propriété alors qu'il s'apprêtait à s'enfuir de la ville avec Victoria, dès lors libérée par l'ex-agent.
Par ailleurs, l'Agence, doutant de la mort de Diana, entreprend des fouilles illégales dans le tombeau des Burnwood situé dans les Cornouailles, en Angleterre pour procéder à l'exhumation de son corps. 47 se rend sur place et élimine Jade, l'assistante de Benjamin Travis puis Travis lui-même.
Enfin, la dernière cinématique montre Victoria, retournée vivre auprès de Diana (qui est toujours vivante), hésitante quant à son avenir alors que les deux femmes sont observées de loin, à la lunette par 47.

## Conception
Initialement, le studio danois IO Interactive recherchait un personnage un peu plus sombre que la plupart des personnages de jeu vidéo. En partant de ce point, et s'inspirant de nombreuses références comme le cinéma hongkongais ou les comics, l'équipe eut l'idée provocante de réaliser un jeu permettant d'incarner un assassin.
Selon le lead designer Jacob Andersen, 47 était initialement chevelu, puis a porté un moment des lunettes hi-tech, avant de devenir le tueur chauve actuel. Le corps et le visage de 47 ont été modélisés d'après David Bateson, celui-ci prête également sa voix à 47 dans la version originale de tous les jeux.
Selon le game director Rasmus Højengaard, l'idée du clone se développa en même temps que le premier Hitman. L'équipe trouvait plus intéressant que 47 ne possède aucune racine : en faisant de 47 un clone, sa personnalité et son destin se retrouvaient entre les mains de ses créateurs génétiques qui pouvaient faire de lui l'assassin ultime.

## Critiques
Le magazine britannique Empire a classé 47 à la 21ème place de sa liste des 50 plus grands personnages de jeux vidéo.
GamesRadar+ a classé l'agent 47 à la 47ème place de sa liste des 100 plus grands personnages de jeux vidéo.
Selon le BAFTA, l'Agent 47 a été classé troisième sur la liste des personnages de jeux vidéo les plus emblématiques de tous les temps.
Tout comme d'autres personnages jouables avec lesquels il partage des traits similaires, tels que Lara Croft, Sam Fisher, Solid Snake et Slender Man, il est considéré comme l'un des personnages les plus populaires et les plus importants des jeux vidéo,,,.

## Apparitions

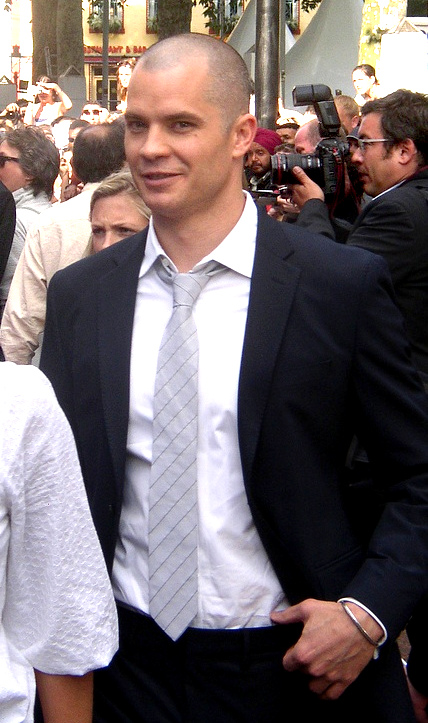
Timothy Olyphant, l'acteur choisi pour incarner 47 à l'écran.

### Jeux vidéo
- 2000 : Hitman : Tueur à gages (Hitman: Codename 47)
- 2002 : Hitman 2: Silent Assassin
- 2004 : Hitman: Contracts
- 2006 : Hitman: Blood Money
- 2012 : Hitman: Absolution
- 2016 : Hitman
- 2018 : Hitman 2
- 2021 : Hitman 3

### Adaptations cinématographiques
- 2007 : Hitman
- 2015 : Hitman: Agent 47

### Adaptations littéraires
- 2007 : Hitman: Enemy Within, un roman
- 2012 : Hitman: Damnation, un roman